# یواس‌اس مارپسا (اس‌پی-۷۸۷)
یواس‌اس مارپسا (اس‌پی-۷۸۷) (به انگلیسی: USS Marpessa (SP-787)) یک کشتی بود که طول آن Unknown بود. این کشتی در سال ۱۹۱۶ ساخته شد.